# 金苹果事件

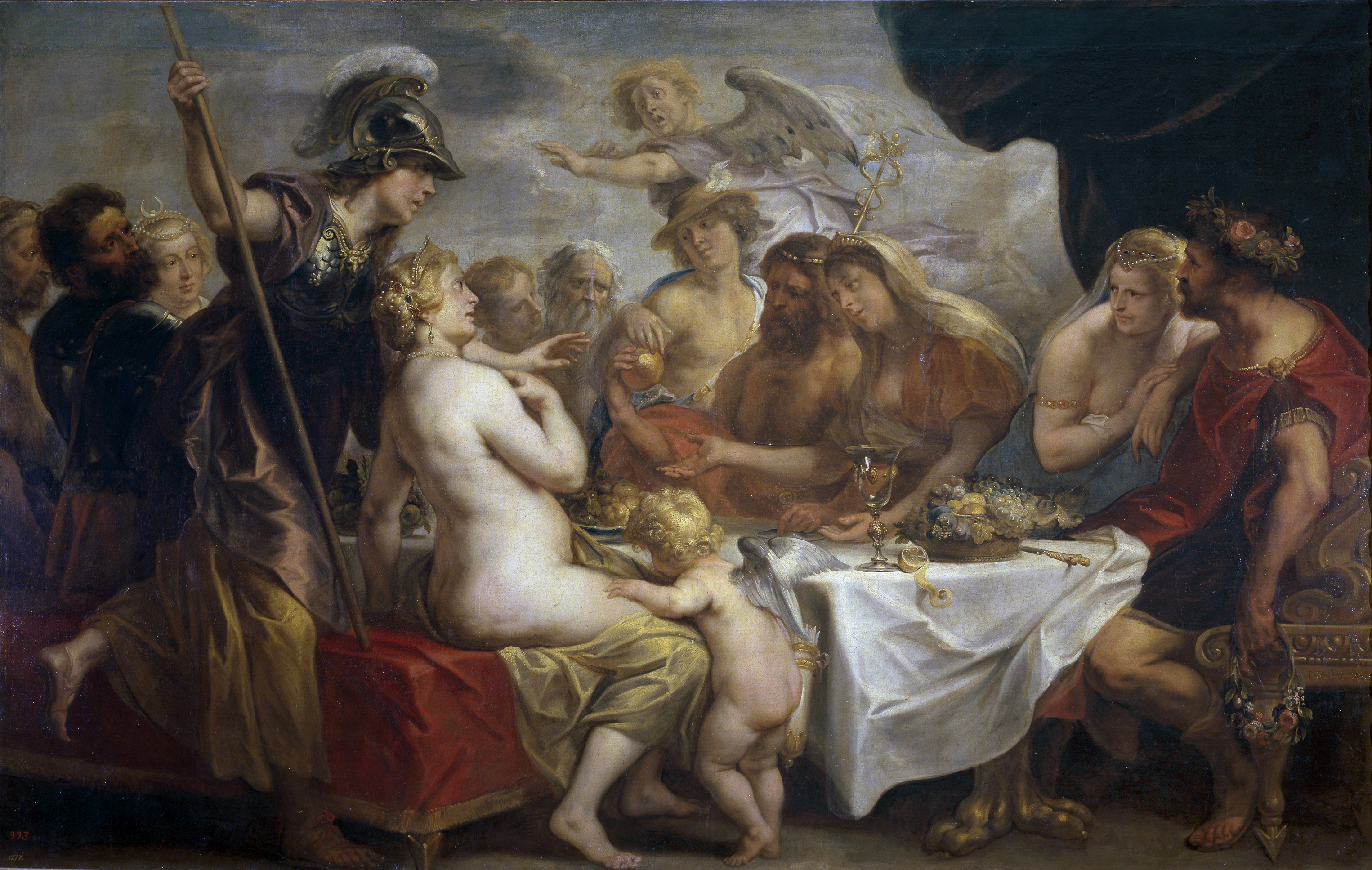
《金苹果事件》（1633、雅各布·乔登斯）。画中描述在神宴上未受邀请的象征纠纷的女神厄里斯在一怒之下，将一个刻有“给最美女神”字样的金苹果摆在宴席上，从而引起三女神之间的一场不小的纷争

金苹果事件（英語：Golden Apple of Discord）或称金苹果之争，是希臘神話中一场间接导致特洛伊战争的，发生在三女神之间的纠纷。

## 事件
希腊神话中重要的承前启后的事件（金苹果事件→帕里斯的评判→特洛伊战争）。
事发在人间英雄佩琉斯与海中女神忒提斯的婚宴，由于婚事直接由天神宙斯撮合，当时邀请了一批神级较高的神祇赴宴。据一些史诗记载是因为金製的名贵餐具有限——当然也不排除其本身不受欢迎的因素——管辖纠纷的女神厄里斯未被邀请；觉得受到冒犯的厄里斯不请自来，一言不发地在宴席上留下一个硕大华丽的黄金苹果，上面刻有的字样，意思是“献给最美丽的女神”，之后该物被称为“引致纠纷的金苹果”。
在场神级最高、同时也最为美艳的三位女神：雅典娜、阿佛罗狄忒和赫拉卷入了金苹果所引致的纠纷，她们要求宙斯评判谁可以获得金苹果。宙斯则认为，凡间一位潇洒俊朗、一表人才的王子帕里斯更适合成为这道难题的评判，其人当时正在特洛伊城附近的艾达山上牧羊。于是，天后赫拉、智慧女神雅典娜与爱神阿佛罗狄忒在神使赫耳墨斯的前导下，前往艾达山请帕里斯王子作仲裁。之后帕里斯将象征“最美女神”的金苹果给了爱神阿佛罗狄忒，因为她承诺帕里斯将会得到人间最美丽女子海伦的爱情。

## 相关條目
- 二桃殺三士
- 佩琉斯
- 宙斯
- 忒提斯
- 厄里斯
- 雅典娜
- 赫拉
- 阿佛洛狄忒
- 赫耳墨斯
- 帕里斯